# 皮利皮夫卡 (丘德尼夫區)
50°2′31″N 28°24′5″E / 50.04194°N 28.40139°E
皮利皮夫卡（烏克蘭語：Пилипівка），是烏克蘭北部的村莊，隸屬日托米爾州的日托米爾區。該村處於格尼洛皮亞季河畔，面積4.97平方公里，海拔高度225米，2001年人口610，人口密度每平方公里122.64人。